# Tachina flavosquama
Tachina flavosquama là một loài ruồi trong họ Tachinidae.